# انزياح جسم السيارة

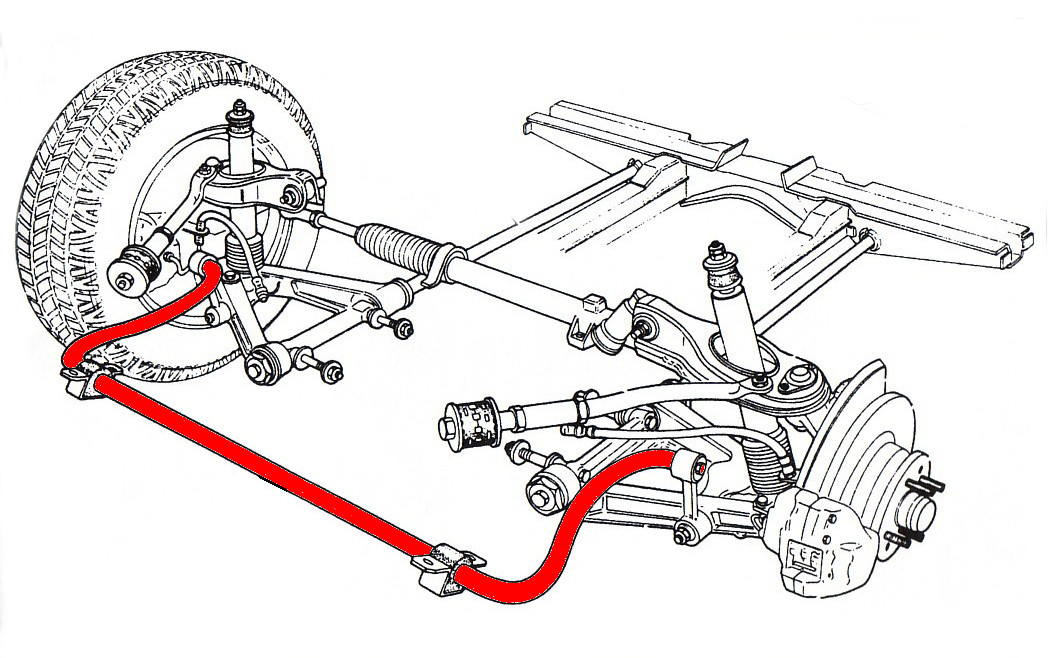
قضيب الموازنة (أحمر).

انزياح جسم سيارة (بالإنجليزية: Body roll) السيارات والمركبات التي تجري على عجلات يحدث لها انزياح في المنحنيات إلى الخارج بسبب القوة المركزية الطاردة. ولهذا زودت السيّارات والمركبات بنظام تعليق يعمل على محافظة السيارة على مسارها المنحني وبقاء العجلات ملامسة للطريق . بهذا يسهل للسائق قيادة السيارة أيضا في المنحنيات والمحافظة على اتجاه السير. كما يعمل نظام التعليق على تقليل ميل جسم السيارة في المنحنيات حيث تتكيء أكثر على الناحية الخارجية للمنحى . وتزود المركبة وكل سيارة بقضيب موازنة يعمل كجزء من نظام التعليق لجعل السيار أو المركبة تسير معتدلة وحتى في المنحنيات.
عندما تكون السيارة مجهزة بنظام تعليق يتم توافق بين كتلتها وتلامسها مع الطريق . ويمكن لراكب السيارة الشعور بالانزياح إلى الخارج في المنحنيات بسبب القوة الطاردة المركزية . ويعمل قضيب الموازنة على تخفيف عزم الدوران حتى تبقى السيارة في المسار الذي يريده قائد السيارة.

## اقرأ أيضا
- قضيب موازنة
- نظام تعليق
- ممتص صدمات